# Suisse (viennoiserie)
Ne doit pas être confondu avec Couque suisse.
Pour les articles homonymes, voir Suisse (homonymie).
Une suisse ou pavé suisse, pain suisse, petit pain suisse, brioche suisse, pépito, plié, drop, cravate, est une viennoiserie rectangulaire d’origine française,,, variante de pain au chocolat ou du pain aux raisins, à base de pâte levée feuilletée fourrée de crème pâtissière à la vanille et de pépites de chocolat.

## Histoire
Le pain suisse est une pâtisserie typiquement française. Très répandu dans de nombreuses régions françaises, il n'est pas originaire de Suisse, malgré son nom, où il est presque inconnu. Son nom proviendrait d’une pratique « qui consiste à opposer un produit à un autre, et à utiliser des lieux géographiques pour les différencier. »
Variante à base de crème pâtissière des pains aux raisins, strudel ou chinois, il existe des variantes avec des raisins secs à la place du chocolat,.